# Sagwa, the Chinese Siamese Cat
Sagwa, la Gatita Siamesa, o simplemente Sagwa, es una serie de televisión animada para niños basada en el libro infantil del mismo nombre de Amy Tan que se emitió en PBS Kids, coproducida por el estudio de animación con sede en Canadá CinéGroupe y el creador de Sesame Street, Sesame Workshop.
En la serie, que se establece c. 1895–1912, después de que se patentara el cinematógrafo y durante la última dinastía Qing, Sagwa se divierte en su vida cotidiana mientras aprende y enseña valiosas lecciones de vida. El programa se destaca por su ambientación y mensajes sobre las obligaciones familiares y la lealtad. El espectáculo también es intencionalmente intercultural, con el tema principal en inglés y chino.
La serie fue desarrollada y producida para televisión por los productores ejecutivos George Daugherty y Michel Lemire, y los productores David Ka Lik Wong y Leon G. Arcand.
La serie se emitió desde el 3 de septiembre de 2001 hasta el 5 de octubre de 2002, con una temporada y 40 episodios. La serie se canceló en 2002, finalizó el 5 de octubre de ese año y, a partir de 2019, todavía se transmite en varias redes en todo el mundo. 
La serie ganó la Placa de Plata en el Festival Internacional de Cine de Chicago para Cine Infantil en 2001, además de ganar un premio al Individuo Sobresaliente en Animación para el artista de fondo Valery Mihalkov en la 29.ª edición de los Premios Daytime Emmy y un premio a la "Serie de TV - Familia/Niños". en el WorldFest Houston en 2002.

## Sinopsis
Sagwa reside en el palacio de un magistrado en China, en lo que se supone que es la actual provincia de Fujian (posiblemente durante la última dinastía Qing, como se muestra en la ropa de los personajes), como parte de una familia real de gatos que tienen la habilidad escribir con la cola. Ella y sus hermanos, junto con varios otros gatos y el murciélago Fu-Fu, tienen aventuras que suelen ir acompañadas de lecciones morales, como es típico en la mayoría de los programas infantiles. Sin embargo, un aspecto del programa que lo distingue es su exhibición de varios elementos de la cultura china. 

## Personajes
- Sagwa Miao - Sagwa (傻瓜 shǎguā, "melón tonto"): es la hija del medio de Mama y Baba Miao. Amable, curiosa, de pensamiento rápido, creativo y, a menudo, mandón, Sagwa, según una historia contada por Nai-Nai en un episodio, nació en el año del perro. Originalmente era de color blanco puro, pero (nuevamente, según una historia contada durante un episodio) obtuvo sus marcas actuales de gato siamés después de caer en un tintero. Sagwa tiene mucho talento para la caligrafía y sus padres dicen que tiene las mejores habilidades artísticas de la familia Miao.
- Sheegwa Miao - Sheegwa (西瓜 xīguā, sandía): es la hermana menor de Sagwa, nacida en el año de la rata. Curiosa, amistosa, alegre y llena de energía, Sheegwa también es muy optimista y atribuye buenas intenciones a casi todas las criaturas que conoce. Ella es de color blanco puro, excepto por un tinte rosado en sus mejillas, y tiene una oreja derecha doblada.
- Dongwa Miao - Dongwa (冬瓜dōngguā, melón de invierno): es el hermano mayor de Sagwa, nacido en el año del mono. Inteligente, competitivo y, a veces, obstinado, Dongwa es independiente y, a menudo, prefiere la compañía de los gatos callejeros o la práctica solitaria de artes marciales a jugar con sus hermanas. Es el único hijo varón de la familia. Dongwa es de color crema y tiene las marcas siamesas tradicionales.
- Fu-Fu - Fu-Fu (福蝠 fú fú, "murciélago afortunado"): es el mejor amigo de Sagwa. Un murciélago que habita en cuevas y usa anteojos redondos, es un volador extremadamente torpe y, a menudo, choca contra árboles y otros objetos. Él actúa como la voz de la conciencia de Sagwa, advirtiéndola que no tome riesgos innecesarios y luego la rescata de las consecuencias de sus aventuras.
- Baba Miao - Baba Miao (爸爸貓 bàba māo, literalmente "papá gato"): es el padre de Sagwa, Sheegwa y Dongwa. Baba Miao es estricto con sus hijos y en cuestiones de trabajo y deber, pero también tiene un lado más suave y juguetón. Él y Mama Miao son los calígrafos oficiales del magistrado tonto. Baba Miao, como Dongwa, es de color crema y tiene marcas faciales típicas de los siameses.
- Mama Miao - Mama Miao (媽媽貓 māma māo, literalmente "mami gata"): es la madre de Sagwa, Sheegwa y Dongwa. Al igual que Baba Miao, también puede ser una madre estricta, pero suele ser más indulgente y amable que Baba. Ella y Sagwa tienen colores y marcas similares.
- Nai-Nai - Nai-Nai (奶奶 nǎinai, abuela paterna): es la abuela de Sagwa, Sheegwa y Dongwa. De color gris, es anticuada, paciente y llena de sabiduría. A menudo les cuenta historias a los gatitos y la familia la trata como a un ancestro respetado.
- Yeh-Yeh - Yeh-Yeh (爺爺 yéye, abuelo paterno): es el abuelo de Sagwa, Sheegwa y Dongwa. Como Nai-Nai, es sabio y paciente. Tiende a disfrutar de la comida que sabe bien pero huele terrible (es decir, tofu fermentado "apestoso"). Es un buen narrador y los gatitos lo tratan con mucho amor y respeto.
- El magistrado tonto: el gobernante de la provincia, el magistrado tonto, es un hombre corpulento y bastante distraído. De vez en cuando establece reglas sin razón, o toma decisiones mal concebidas bajo la presión de su esposa, Tai-Tai, pero en su mayor parte se le presenta como un gobernante justo y razonable. Le tienen mucho cariño a sus gatos, tanto por sus habilidades caligráficas como por su habilidad para ahuyentar ratones y ratas, de los que tiene un miedo mortal.
- Tai-Tai - Tai-Tai (太太 tàitài, esposa): es la esposa del magistrado tonto. Es una mujer muy irritable y consciente de su estatus que necesita demostrar su superioridad sobre la gente "común" del pueblo; sin embargo, tiene destellos de bondad y sensatez, en los que ve las consecuencias de sus acciones y se disculpa con aquellos a los que ha hecho daño. Ella está muy apegada a los perros de manga que viven en su túnica, y valora a los gatos solo cuando pueden elogiar a la familia.
- Las hijas - Ba-Do (白豆 bái dòu, literalmente "frijol blanco") es la hija mayor del magistrado, que viste de rosa. De las tres hijas, Ba-Do es la protagonista. Luk-Do (綠豆 lǜ dòu, literalmente "frijol verde" o "frijol mungo") es la hija mediana del magistrado y generalmente viste de amarillo. Es la más atlética de sus hermanas. Huang-Do (黃豆  huáng dòu, literalmente "frijol amarillo" o "soja") es la hija menor del magistrado, que es más alta que sus hermanas y suele vestir de azul. Es la más sensible de sus hermanas. Las tres chicas discuten mucho, pero por lo general son hermanas cariñosas que se apoyan mutuamente.
- El cocinero: El cocinero no solo prepara comidas, sino que también atiende emergencias médicas y de otro tipo en el palacio. Es buen amigo del lector.
- El lector: El lector está a cargo de leer las reglas del magistrado a los aldeanos; de manera informal, él y el cocinero a menudo también sirven como asesores del magistrado. También sirve como tutor de las tres hijas, y en un episodio se descubre que también es un poeta talentoso. El lector es a menudo víctima de percances causados por otros en el palacio.
- Los ratones - Shei-Hu, su primo Shei-He y un gran grupo de otros ratones viven ocultos detrás de los muros del palacio. Son amigos cercanos de los tres gatitos y no dañan el Palacio ni sus habitantes. Sin embargo, el magistrado tonto y su familia tienen mucho miedo a los ratones en general, por lo que su presencia debe permanecer oculta.
- Los gatos callejeros: un grupo de gatos que viven en las calles y callejones fuera de los terrenos del Palacio. Incluyen "matones" como Jet-Jet y Lik-Lik, que se burlan de los gatitos Miao debido a sus formas de "buenos buenos" y sus vidas privilegiadas. Sin embargo, otros son amigos de Sagwa, Dongwa y (en menor medida) de Sheegwa, como una gata callejera llamada Hun-Hun.
- Los perros de manga - Ping, Pong y Pang: son tres perros pequeños que viven en las mangas de la túnica de Tai-Tai. Se oponen a los gatos y se jactan de su estatus superior, pero invariablemente sus burlas y complots los hacen parecer ridículos y al final se meten en problemas.

Muchos de los nombres de los personajes derivan del idioma chino. Sus ortografías son romanizaciones (aunque no siempre Wade-Giles, sino posiblemente también dialectos) y difieren del sistema estandarizado de Pinyin. 